# Иорданишвили, Пётр Андреевич
Пётр Андреевич Иорданишвили (1907 — 1978) — советский борец классического стиля, Заслуженный тренер СССР (1957).

## Биография
Увлёкся борьбой в 1923 году.
В 1936 году перешёл на тренерскую работу. Работал в детской спортивной школе в Тбилиси.
Судья всесоюзной категории (1947), почётный судья всесоюзной категории (1956).

## Известные воспитанники
- Гванцеладзе, Давид Николаевич (1937—1984) — чемпион и призёр чемпионатов СССР, призёр чемпионата мира и Олимпийских игр, Заслуженный мастер спорта СССР.
- Дзнеладзе, Роман Михайлович (1933—1966) — чемпион и призёр чемпионатов СССР, призёр Олимпийских игр, Заслуженный мастер спорта СССР.
- Илуридзе, Василий Александрович — чемпион и призёр чемпионатов СССР, мастер спорта СССР, Заслуженный тренер СССР.
- Коридзе, Автандил Георгиевич (1935—1966) — чемпион мира, олимпийский чемпион, Заслуженный мастер спорта СССР.
- Цимакуридзе, Давид Михайлович (1925—2006) — олимпийский чемпион, Заслуженный мастер спорта СССР, Заслуженный тренер СССР.
- Мачавариани, Тамаз — чемпион СССР, мастер спорта СССР международного класса.

## Награды
- Медаль «За трудовое отличие» (16.09.1960) — за успешные выступления в XVII летних и VIII зимних Олимпийских играх 1960 года, а также за выдающиеся спортивные достижения[2]